# Nagroda Erazma

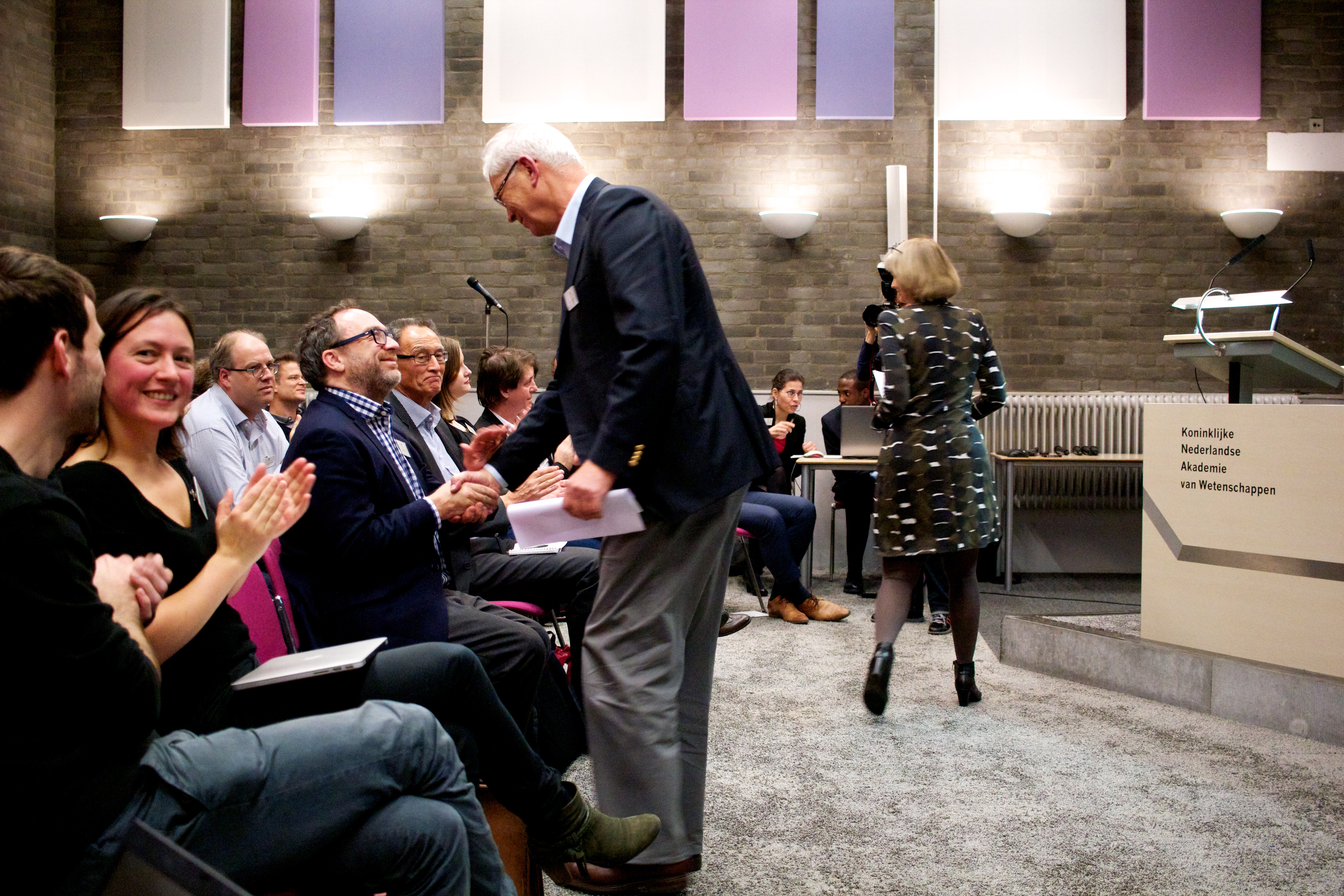
Prof. Max Sparreboom, dyrektor fundacji Praemium Erasmianum, gratuluje Jimmy’emu Walesowi w chwilę po ogłoszeniu przyznania nagrody za 2015 rok Wikipedii i wikipedystom

Nagroda Erazma (niderl. Erasmusprijs) – nagroda przyznawana przez holenderską fundację Praemium Erasmianum (z siedzibą w Amsterdamie) instytucjom i poszczególnym osobom za  szczególnie znaczący wkład w rozwój europejskiej kultury, społeczeństwa lub nauk społecznych.
Fundację założył książę Bernhard, ojciec królowej Beatrix i dziad Wilhelma Aleksandra, obecnego króla Niderlandów. Jest on patronem nagrody wręczanej od 1958 roku. Jej wysokość wynosi aktualnie 150 000 euro.
Nagroda została nazwana na cześć Erazma z Rotterdamu.

## Laureaci Nagrody Erazma
- 1958 – Mieszkańcy Austrii
- 1959 – Robert Schuman, Karl Jaspers
- 1960 – Marc Chagall, Oskar Kokoschka
- 1962 – Romano Guardini
- 1963 – Martin Buber
- 1964 – Międzynarodowa Unia Akademicka
- 1965 – Charlie Chaplin, Ingmar Bergman
- 1966 – Herbert Read, René Huyghe
- 1967 – Jan Tinbergen
- 1968 – Henry Moore
- 1969 – Gabriel Marcel, Carl Friedrich von Weizsäcker
- 1970 – Hans Scharoun
- 1971 – Olivier Messiaen
- 1972 – Jean Piaget
- 1973 – Claude Lévi-Strauss
- 1974 – Ninette de Valois, Maurice Béjart
- 1975 – Ernst Gombrich, Willem Sandberg
- 1976 – Amnesty International, René David
- 1977 – Werner Kaegi, Jean Monnet
- 1978 – Teatr lalek: La Marionettistica, Ţăndărică, The Bread and Puppet Theatre
- 1979 – Die Zeit, Neue Zürcher Zeitung
- 1980 – Nikolaus Harnoncourt, Gustav Leonhardt
- 1981 – Jean Prouvé
- 1982 – Edward Schillebeeckx
- 1983 – Raymond Aron, Isaiah Berlin, Leszek Kołakowski, Marguerite Yourcenar
- 1984 – Massimo Pallottino
- 1985 – Paul Delouvrier
- 1986 – Václav Havel
- 1987 – Alexander King
- 1988 – Jacques Ledoux
- 1989 – International Commission of Jurists
- 1990 – John Grahame Douglas Clark
- 1991 – Bernard Haitink
- 1992 – Główne Archiwum Indii, Szymon Wiesenthal
- 1993 – Peter Stein
- 1994 – Sigmar Polke
- 1995 – Renzo Piano
- 1996 – William McNeill
- 1997 – Jacques Delors
- 1998 – Mauricio Kagel, Peter Sellars
- 1999 – Mary Robinson
- 2000 – Hans van Manen
- 2001 – Claudio Magris, Adam Michnik
- 2002 – Bernd i Hilla Becher
- 2003 – Alan Davidson
- 2004 – Sadik al-Azm, Fatema Mernissi, Abdulkarim Soroush
- 2005 – Steven Shapin, Simon Schaffer
- 2006 – Pierre Bernard
- 2007 – Péter Forgács
- 2008 – Ian Buruma
- 2009 – Antonio Cassese, Benjamin Ferencz
- 2010 – José Antonio Abreu
- 2011 – Joan Busquets
- 2012 – Daniel Dennett
- 2013 – Jürgen Habermas
- 2014 – Frie Leysen
- 2015 – społeczność wikipedystów[1]
- 2016 – A.S. Byatt
- 2017 – Michèle Lamont
- 2018 – Barbara Ehrenreich
- 2019 – John Adams
- 2021 – Grayson Perry
- 2022 – Dawid Grossman
- 2023 – Trevor Noah[2]
- 2024 – Amitav Ghosh
- 2025 – Donna Haraway